# Ness County
Ness County är ett administrativt område i delstaten Kansas, USA. År 2010 hade countyt 3 107 invånare. Den administrativa huvudorten (county seat) är Ness City.

## Geografi
Enligt United States Census Bureau har countyt en total area på 2 784 km². 2 784 km² av den arean är land och 0 km² är vatten.

### Angränsande countyn
- Trego County - norr
- Ellis County - nordost
- Rush County - öst
- Pawnee County - sydost
- Hodgeman County - söder
- Finney County - sydväst
- Lane County - väst
- Gove County - nordväst

### Orter
- Bazine
- Brownell
- Ness City (huvudort)
- Ransom
- Utica